# Scout (EP)
Scout es el extended play debut de la banda canadiense Calpurnia. Fue lanzado el 15 de junio de 2018 a través de los sellos Royal Mountain, Transgressive y paradYse Records.

## Lista de canciones
| Scout |                |                                                                |               |          |  |
| N.º   | Título         | Escritor(es)                                                   | Productor(es) | Duración |  |
| 1.    | «Louie»        | Ayla Tesler-Mabe, Finn Wolfhard, Malcolm Craig y Jack Anderson |               | 2:59     |  |
| 2.    | «Wasting Time» | Tesler-Mabe, Wolfhard, Craig y Anderson                        |               | 2:09     |  |
| 3.    | «Greyhound»    | Tesler-Mabe, Wolfhard, Craig y Anderson                        |               | 4:48     |  |
| 4.    | «City Boy»     | Tesler-Mabe, Wolfhard, Craig y Anderson                        |               | 3:23     |  |
| 5.    | «Blame»        | Tesler-Mabe, Wolfhard, Craig y Anderson                        |               | 3:27     |  |
| 6.    | «Waves»        | Tesler-Mabe, Wolfhard, Craig y Anderson                        |               | 6:40     |  |

## Historial de lanzamientos
| País           | Fecha               | Formato                              | Discográfica                    |
| -------------- | ------------------- | ------------------------------------ | ------------------------------- |
| Estados Unidos | 18 de abril de 2018 | CD, descarga digital, LP y streaming | Royal Mountain Records          |
| Canadá         | 18 de abril de 2018 | CD, descarga digital, LP y streaming | Royal Mountain Records          |
| Reino Unido    | 18 de abril de 2018 | CD, descarga digital, LP y streaming | paradYse, Transgressive Records |
| Europa         | 18 de abril de 2018 | CD, descarga digital, LP y streaming | paradYse, Transgressive Records |